# Test di Allen

Arterie della mano

Il test di Allen (conosciuto anche come prova di Allen) è un test clinico che viene utilizzato in medicina per valutare l'afflusso di sangue alla mano ed alle dita ed in particolare la pervietà delle arterie radiale ed ulnare. Il test viene anche eseguito per esplorare l'arteria ulnare, prima di eseguire qualsiasi prelievo ematico arterioso per l'emogasanalisi od incannulazione arteriosa che di norma avviene sull'arteria radiale. In tal senso, il test valuta la capacità dell'arteria ulnare di garantire un adeguato flusso di sangue alla mano in caso di occlusione della radiale conseguente alle suddette manovre.

## Storia
Il test di Allen deve il suo nome all'ideatore, Edgar V. Allen, che per la prima volta nel 1929 descrisse una valutazione di tipo non invasivo della pervietà della possibilità di apporto di sangue arterioso alla mano, in pazienti affetti da tromboangioite obliterante.
Il test originario venne modificato nei primi anni 50 per adattarlo come test di valutazione sulla circolazione collaterale, prima della incannulazione arteriosa.

## Esecuzione
Il test si compone di alcune tappe sequenziali.
- Al paziente viene richiesto di posizionare il proprio braccio verticalmente e contestualmente stringere con forza il pugno al fine di eliminare la maggior quantità possibile di sangue dalla mano. Tale sforzo deve essere mantenuto per circa 30 secondi.
- Solo a questo punto l'esaminatore comprime simultaneamente le arterie radiale e ulnare, occludendole.
- Mentre la compressione è mantenuta il paziente riapre la mano, che appare pallida (si osservi in particolare il letto ungueale).
- L'esaminatore rilascia la compressione della arteria ulnare.

Ripetere l'intera esecuzione per l'arteria radiale.

## Lettura del test
Il tempo di ricolorazione della mano è normalmente nell'ordine dei 5-7 secondi. Secondo alcuni studi il 93% delle arterie ulnari ed il 98% delle arterie radiali permette una completa rivascolarizzazione della mano entro 6 secondi. Se entro questo tempo la mano si ricolora normalmente se ne deduce che l'apporto di sangue alla mano da parte della arteria ulnare è sufficiente ed è pertanto possibile e ragionevolmente sicuro incannulare o pungere l'altra arteria, cioè la radiale.
Se il colore della mano non ritorna alla norma nel giro di 7-10 secondi, il test è considerato positivo e ciò significa che l'apporto di sangue alla mano da parte dell'arteria ulnare non è sufficiente. L'arteria radiale non può quindi essere tranquillamente punta od incannulata.

## Anatomia
Le necessità di irrorazione sanguigna della mano sono garantite dal flusso ematico apportato da parte della arteria radiale ed ulnare.
La arteria radiale origina dall'arteria brachiale nella fossa cubitale, medialmente al tendine bicipite, e continua la sua corsa verso il processo stiloideo del radio.
L'arteria ulnare origina medialmente al tendine bicipite nella fossa cubitale e dà luogo alla arteria comune interossea, proseguendo il suo percorso verso il lato laterale dell'osso pisiforme.
A livello del polso e della mano, le arterie radiale e ulnare creano una fitta rete anastomotica di 4 archi, che forniscono il flusso arterioso alla mano.
Tre di questi archi si verificano sul lato palmare della mano e comprendono l'arco palmare del carpo, l'arco palmare profondo e l'arco palmare superficiale.
La rete arteriosa sul lato dorsale va a costituire la rete dorsale palmare. L'arco palmare superficiale e quello profondo clinicamente sono gli archi più significativi perché forniscono il flusso di sangue a tutte le dita della mano.
Anche se l'apporto di sangue della mano è stato studiato da numerosi ricercatori, in sostanza tutti concordano sul fatto che vi è una grande variabilità nella anatomia degli archi palmare superficiale e profondo.
Fortunatamente un adeguato flusso collaterale in caso di trombosi dell'arteria radiale è presente nella maggior parte dei pazienti.

## Significato e aspetti medico-legali
Una complicazione rara, ma non eccezionale, della incannulazione della arteria radiale o di un prelievo per emogasanalisi eseguito tramite puntura della radiale è rappresentato dalla lacerazione dell'arteria o dal formarsi di un coagulo al suo interno. In tali circostanze la mano è a rischio di ischemia.
L'incidenza di ischemia permanente a seguito di procedura comportante la cateterizzazione della arteria radiale sembra essere intorno allo 0,09%.
Sono in particolare i soggetti che sono anatomicamente privi di doppia circolazione arteriosa della mano che sono esposti ad un maggior rischio di ischemia e di perdita di parti di una o più dita per necrosi. Il rischio può essere drasticamente ridotto semplicemente effettuando il test di Allen in anticipo rispetto alla procedura.
Va ricordato che i soggetti che presentano una insufficiente vascolarizzazione di una mano da parte dell'arteria ulnare, molto spesso presentano una circolazione normale nell'arto controlaterale, ove pertanto si può tranquillamente eseguire il prelievo arterioso.
Il test di Allen è utile anche nei soggetti che debbono essere sottoposti a procedura di angioplastica coronarica percutanea transradiale. Secondo alcuni studi in questa popolazione di pazienti l'incidenza di occlusione della arteria radiale a distanza di un mese dalla procedura può infatti raggiungere il 5,3%.
L'utilità della esecuzione del test di Allen è ancora oggi oggetto di discussione nella comunità scientifica e medica. Una correlazione diretta chiara ed inequivocabile con ridotte complicanze ischemiche da incannulamento dell'arteria radiale è mai stata provata. Diversi studi hanno messo in evidenza la possibilità di falsi negativi e di falsi positivi. In uno studio basato sul test di Allen sono state evidenziate anormalità della circolazione ulnare nel 3.6% delle 2.940 arterie esaminate. In un lavoro scientifico del 1983 è stata determinata la frequenza di complicanze a seguito di incannulazione della arteria radiale in 1782 pazienti (chirurgici od affetti da problemi cardiovascolari o con fallimento di un primo tentativo di incannulazione di arteria radiale). In più del 25% di questi soggetti si ebbe una parziale o completa occlusione dell'arteria radiale, senza alcuna evidenza di danno ischemico alla mano o disabilità di alcun tipo.